# 그들에겐 각자의 몫이 있다
《그들에겐 각자의 몫이 있다》(To Each His Own)는 미국에서 제작된 밋첼 레이슨 감독의 1946년 영화이다. 올리비아 드 하빌랜드 등이 주연으로 출연하였고 찰스 브래킷 등이 제작에 참여하였다.

## 출연

### 주연
- 올리비아 드 하빌랜드
- 메리 앤더슨

### 조연
- 롤랜드 커버
- 필립 테리
- 빌 굿윈
- 버지니아 웰즈
- 빅토리아 혼
- 그리프 바넷

## 기타
- 미술: 롤랜드 앤더슨
- 미술: 한스 드레이어
- 의상: 에디스 헤드